# Bandmaskar
Bandmaskar eller binnikemaskar (Cestoda) är en klass plattmaskar. Det finns ungefär 4 000 arter av bandmask. De är parasiter som bor som vuxna i matsmältningskanalen hos ryggradsdjur.
De egentliga bandmaskarna, Eucestoda, omfattar 13 ordningar och hit räknas alla människans och husdjurens bandmaskar. De är långa och platta. De minsta arterna blir bara några millimeter långa medan de största kan bli mer än 10 meter långa. Inom respektive art varierar storleken beroende på hur många maskar värden har. Ju färre maskar, desto större blir de. Bandmaskarnas kropp har i regel tre tydliga avsnitt: huvud (scolex), hals och segmentkedja.
Scolex, huvudet på bandmasken, är rundat. Där finns nervceller, sinnesorgan, körtelceller, kraftig muskulatur samt fastsättningsorgan (till exempel sugskålar, sugveck och hakar). 
På den smala halsregionen sitter segmentkedjan som beroende på art kan innehålla 1-45 000 segment. Varje segment är en egen individ med välutvecklad muskulatur och egna organ. Någon tarmkanal finns inte eftersom näringen tas upp genom kroppsväggen som är täckt av ytförstorande utskott. Varje segment har oftast både hanliga och honliga könsorgan. Könsorganen har gemensamma öppningar, vid ena eller båda kanterna av segmentet. Här finns också ett parningsorgan. Ägget produceras i speciella körtlar, och först i samband med att ägget ska lämnas fylls det med gula.
Könsorganen mognar successivt, det innebär att segmenten mot slutet av kedjan är könsmogna och de allra sista innehåller befruktade ägg. Antingen är äggen tunnskaliga utan lock eller så är de tjockskaliga med ett lock i ena änden.
En fullbildad bandmask lever i tarmen eller i kroppshålan på ett ryggradsdjur. Dessförinnan har masken genomgått en serie larvstadier och oftast utnyttjat flera värdar, både ryggrads- och ryggradslösa djur. Utvecklingen sker i regel antingen helt på land eller helt i vatten. De flesta bandmaskarna förökar sig endast genom äggen. 
Bandmaskar finns över hela jorden, där det finns ryggradsdjur. Cirka 10 procent av arterna förekommer i Sverige. Allvarliga sjukdomar orsakas i Norden särskilt av Echinococcus och Diphyllobothrium latum.

## Några underklasser
- Cyclophyllidea: Hit hör bland andra Echinococcus granulosus och rävens dvärgbandmask Echinococcus multilocularis. En echinokockinfektion ser olika ut om orsaken är E. granulosus eller E. multilocularis.

- Diphyllidea: Hit hör bland andra den breda binnikemasken eller fiskbinnikemasken (Diphyllobothrium latum) med en livscykel, som omfattar trе värdorganismer: djurplankton, fisk oсh tіll sіѕt ryggradsdjur, оftаst fåglar. Förstadiet kallas för dynt. Infektion hos människa behandlas numera med niklosamid.